# Comitato Olimpico Haitiano
Il Comitato Olimpico Haitiano (noto anche come Comité Olympique Haïtien in francese) è un'organizzazione sportiva haitiana, nata nel 1914 a Pétionville, Haiti.
Rappresenta questa nazione presso il Comitato Olimpico Internazionale (CIO) dal 1924 ed ha lo scopo di curare l'organizzazione ed il potenziamento dello sport in Haiti e, in particolare, la preparazione degli atleti haitiani, per consentire loro la partecipazione ai Giochi olimpici. L'associazione è, inoltre, membro dell'Organizzazione Sportiva Panamericana.
Il presidente dell'organizzazione è Hans Larsen, la carica di segretario generale è occupata da Patrick Blanchet.